# MyCole Pruitt
MyCole Pruitt (South Bend, Indiana, 24 de marzo de 1992) es un jugador profesional estadounidense de fútbol americano que se desempeña en la posición de tight end en Pittsburgh Steelers, equipo de la National Football League (NFL).

## Carrera
Fue seleccionado en la quinta ronda en la Reunión Anual de Selección de Jugadores de la NFL de 2015. Hizo su debut profesional con el equipo Minnesota Vikings, en el cual jugó dos temporadas (2015-2016), después pasó por varios equipos, Chicago Bears (2016-2017), Houston Texans (2017-2018), Tennessee Titans (2018-2021), San Francisco 49ers (2021-2022), Atlanta Falcons (2022-2024), y finalmente a Pittsburgh Steelers, donde lleva jugando una temporada.